# Siliciumtetrabromide
Siliciumtetrabromide of tetrabroomsilaan (SiBr4) is een kleurloze en reactieve vloeistof met een scherpe geur. Deze geur is afkomstig van dibroom dat ontstaat door hydrolyse van siliciumtetrabromide met water in de lucht. Het is structureel zeer vergelijkbaar met koolstoftetrabromide. Qua eigenschappen en reactiviteit is het vergelijkbaar met siliciumtetrachloride.

## Synthese
Siliciumtetrabromide wordt bereid door de reactie van silicium met waterstofbromide bij 600°C:
{\displaystyle {\ce {Si + 4HBr -> SiBr4 + 2H2}}}
Echter, er treden hier ook nevenreacties op, waaronder de vorming van dibroomsilaan (SiH2Br2) en tribroomsilaan (SiHBr3).

## Eigenschappen
Siliciumtetrabromide is een zeer reactieve verbinding. Ze reageert hevig met water, waarbij giftige en irriterende dampen van waterstofbromide ontstaan:
{\displaystyle {\ce {SiBr4 + 2H2O -> SiO2 + 4HBr}}}
Ook met alcoholen, aldehyden, ketonen, sterke zuren en basen en sterk oxiderende stoffen reageert de stof hevig. De reactie met een alcohol leidt tot vorming van silicaatesters:
{\displaystyle {\ce {SiBr4 + 4ROH -> Si(OR)4 + 4HBr}}}
Net zoals de tetrahalogenen van germanium en tin, is ook siliciumtetrabromide een lewiszuur. Het kan met lewisbasen reageren en daarmee een adduct vormen.
Siliciumtetrabromide kan door hydriden gereduceerd worden tot silaan:
{\displaystyle {\ce {SiBr4 + 4R2AlH -> SiH4 + 4R2AlBr}}}